# Échenilleur cigale
Edolisoma tenuirostre
Espèce
Synonymes
- Coracina tenuirostris  (Jardine, 1831)

Statut de conservation UICN

 LC  : Préoccupation mineure
L'Échenilleur cigale (Edolisoma tenuirostre) est une espèce d'oiseaux de la famille des Campephagidae.
Il est migrateur.

## Alimentation
Il se nourrit essentiellement d'insectes, accessoirement de fruits et de graines.

## Répartition
On le trouve dans l'est et le sud-est de l'Australie, en Indonésie, aux États fédérés de Micronésie, Palau, Papouasie-Nouvelle-Guinée et aux îles Salomon.

## Habitat
Il habite les forêts humides tempérées et les forêts tropicales et subtropicales en plaine.

## Galerie

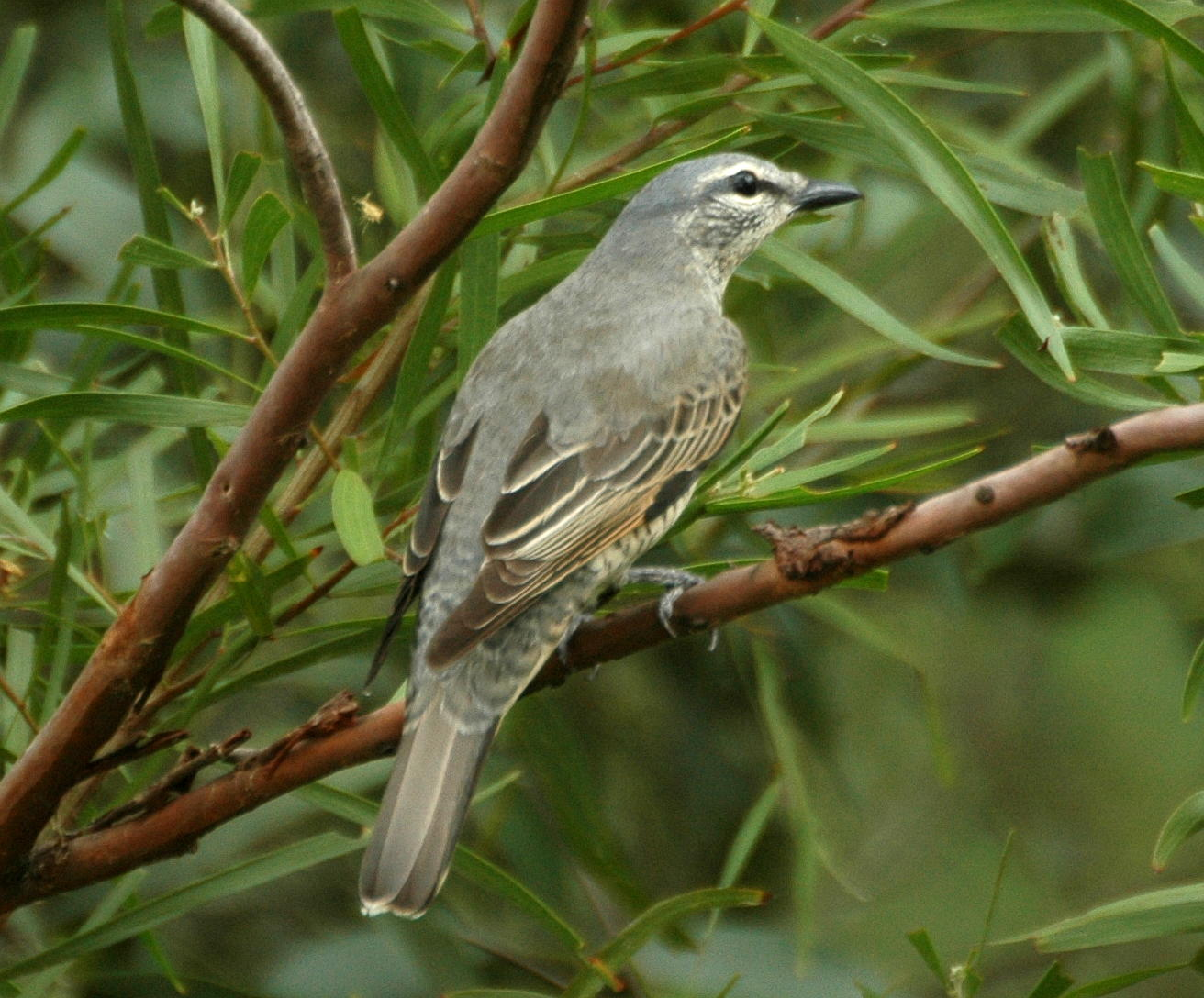
femelle
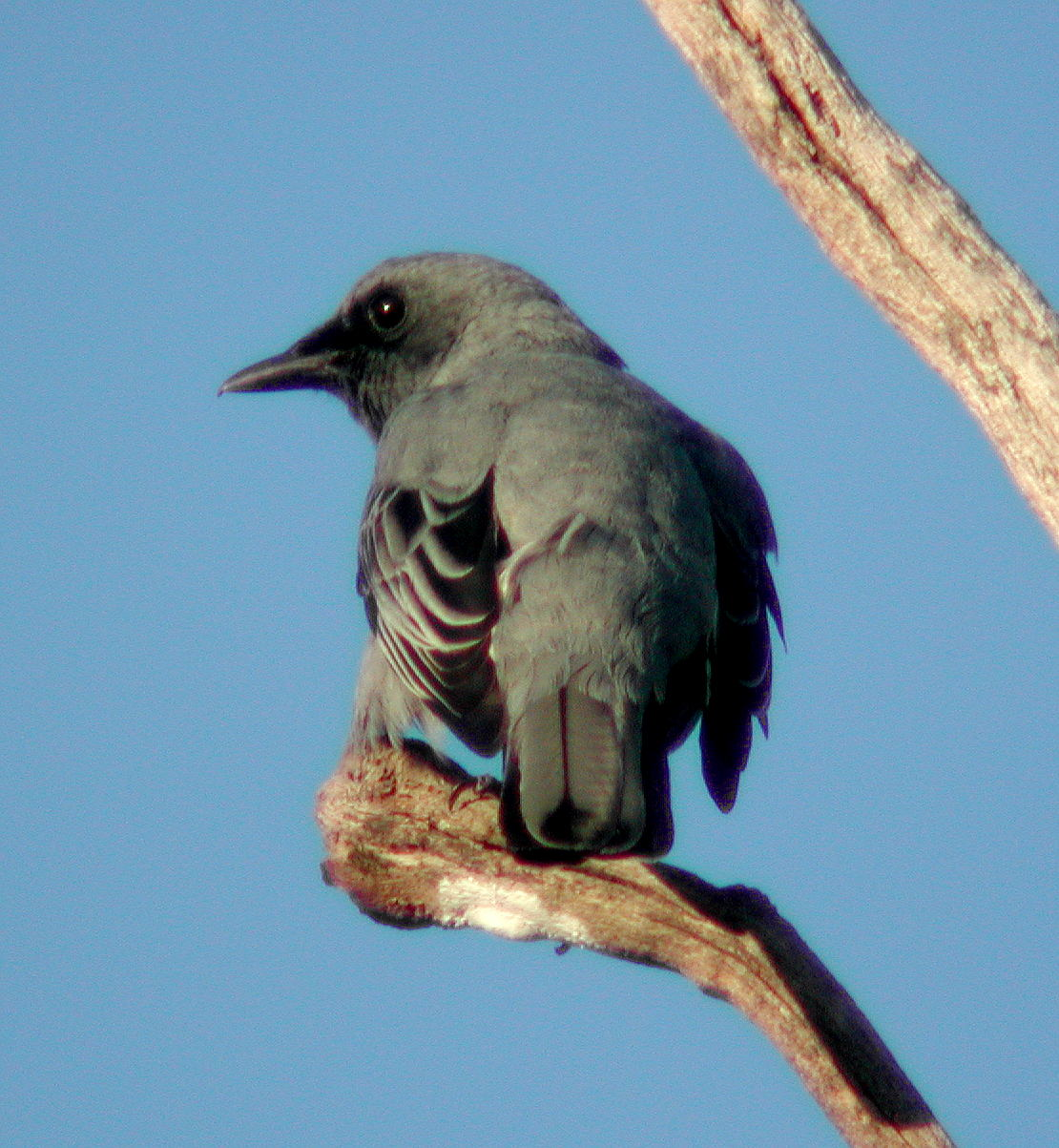
mâle

## Taxonomie
Cette espèce faisait auparavant partie du genre Coracina. Elle a été rattachée au genre Edolisoma, nouvellement créé, par la classification de référence du Congrès ornithologique international (version 8.2, 2018) sur des critères phylogéniques.